# 站前街道 (抚顺市)
站前街道是中国辽宁省抚顺市新抚区下辖的一个街道。2019年11月29日，撤销千金街道，将其所辖的元雪社区、西一路社区、白云社区、千金社区行政区域以及乐园社区西五街铁路以东部分行政区域划归站前街道。

## 行政区划
站前街道现辖：
东八路社区、民主路社区、育才社区、解放路社区、西九路社区、东三路社区、富平路社区、商业城社区、联通社区、千台春社区和万顺社区。